# غارنشین

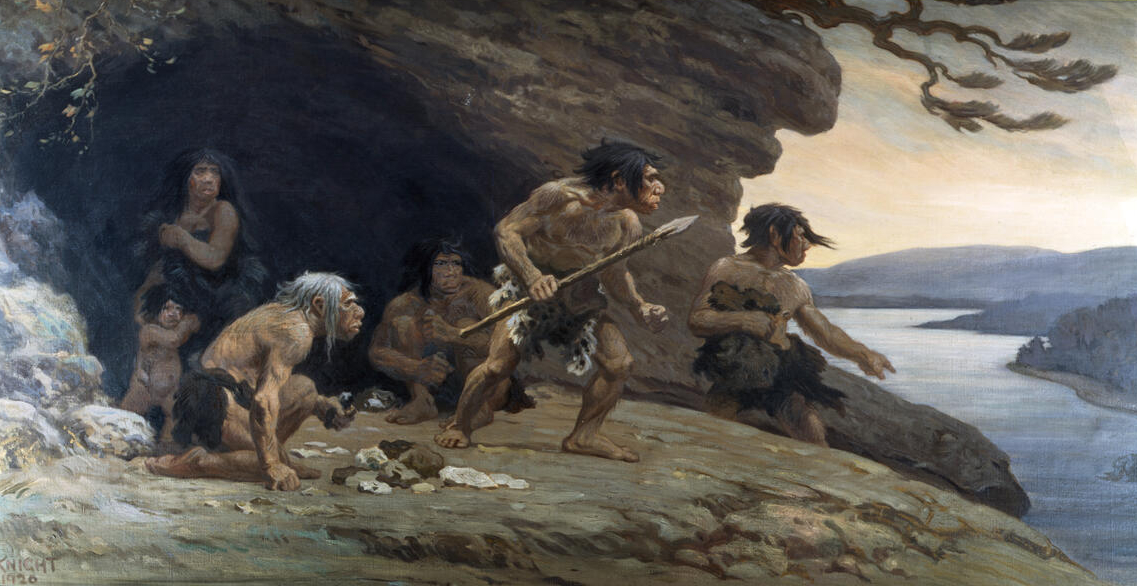
یک نقاشی از نئاندرتال‌ها اثر چارلز نایت

غارنشین (انگلیسی: Caveman)؛ نماینده شخصیت قراردادی انسانهای بدوی در پارینه‌سنگی است. رواج این نوع به اوایل قرن بیستم بازمی‌گردد، زمانی که نئاندرتال‌ها توسط مارسلین بول و آرتور کیت  به‌عنوان «میمون‌سانیان» یا «میمون انسان‌نما-مانند» توصیف شدند.